# Andreu Ivars
Andreu Ivars i Cardona (1885 in Benissa, Marina Alta – 1936 in Gata de Gorgos, Marina Baixa) war ein valencianischer Franziskaner, Priester und Kirchenhistoriker.

## Leben
1900 trat er im Kloster von Sant Esperit in der Nähe von Gilet in den Franziskanerorden ein und legte 1901 die ersten Gelübde ab. 1909 empfing er die Priesterweihe. Da er ein ausgezeichneter Student war, wurde er zur Päpstlichen Universität Antonianum von Rom entsandt. Dort studierte er Patristik und Geschichte der römisch-katholischen Kirche. Gleichzeitig studierte er Paläografie und Diplomatik an der Schule des Vatikanischen Geheimarchivs. Im Jahre 1913 wurde er zum Zentrum von geschichtlicher Forschung der Franziskaner in Quaracchi (in der Nähe von Florenz) entsandt, wo er für ein Jahr blieb.
1914 starb Jaume Sala. Er stammte aus derselben franziskanischen Provinz von Valencia und war einer der Gründer der Zeitschrift Archivo Ibero-Americano (AIA). Ivars ersetzte ihn als Vertreter der franziskanischen Provinz von Valencia, und von diesem Moment an schrieb er für diese Zeitschrift. 1919 wurde er Vizedirektor und 1928 Direktor des AIAs. 
Er kam für eine Weile zurück in seine Heimatprovinz und erfüllte dort verschiedene Aufgaben: Magister von Studenten, Chronist u. a. 
Von 1920 bis 1936 lebte er in Madrid, und er war ganz mit der geschichtlichen Forschung beschäftigt. Viele Werke wurden in der Zeitschrift AIA veröffentlicht. Er schrieb Artikel und Bücher, die sich mit Geschichte oder Kultur im Allgemeinen, und mit franziskanischen und valencianischen Themen befassten, auf Spanisch und Valencianisch. Die Mehrheit seiner Werke waren dem mittelalterlichen valencianischen franziskanischen Schriftsteller Francesc Eiximenis gewidmet.
Am 20. Juli 1936, d. h. nur ein paar Tage nach dem Ausbruch des spanischen Bürgerkrieges, hatten Mitglieder einer republikanischen Miliz das Kardinal-Cisneros-Kollegium niedergebrannt. Dies war Sitz der Zeitschrift AIA, und die Franziskaner wurden von der Miliz verhaftet. Andreu Ivars war zwar gerade nicht anwesend, aber seine Bibliothek, sein Archiv und alles von ihm durch die Forschungsjahre gesammeltes Material verbrannte. Zuerst ging er zur Klinik „Villa Luz“, wo er als Kaplan tätig war. Später zog er zu Freunden. Er traf aber endlich die Entscheidung, in sein Heimatdorf zu seiner Familie zu reisen. Als er gerade auf die Reise ging, wurde er in Denia festgenommen. Am Morgen des 8. September 1936 tauchte seine Leiche in der Nähe von Gata de Gorgos auf. Er war erschossen worden. Aufgrund seines gewaltsamen Todes erfolgte ein Seligsprechungsprozess.

## Werke

### Bücher
- Dos creuades valenciano-mallorquines a les costes de Berberia. València. Imprenta de Olmos y Luján. 1921. CXXI+175 S. Dieses Buch wurde in den  Blumenspiele von Valencia 1919 prämiert. (auf Katalanisch)
- El escritor Fr. Francisco Eximénez en Valencia (1383-1408). Benissa. Ajuntament de Benissa (Comissió de Cultura). 1989. 239 S. (auf Spanisch)

### Artikel
- Cuándo y en dónde murió el infante fray Pedro de Aragón. 1916. (auf Spanisch)
- Los jurados de Valencia y el inquisidor Fr. Nicolás Eymerich, O.P. AIA, VI. 1916. 68-159. (auf Spanisch)
- ¿Quién es el autor del “Tractat de Confession” impreso en Valencia, año de 1497, por Nicolás Spindeler, bajo el nombre de Fr. Francisco Eiximénez? AIA, XIV. 1920. 251-6. (auf Spanisch)
- Algunos documentos del rey Martín el Humano relativos a los franciscanos. AIA, XIII. 1920. 408-13. (auf Spanisch)
- El Llibre dels Àngels de Fr. Francisco Eximénez y algunas versiones castellanas del mismo. AIA, XIX. 1923. 108-24. (auf Spanisch)
- Cronistas franciscanos de la Provincia de Valencia. AIA, XXVIII. 1927. 263-71. (auf Spanisch)
- La “indiferencia” de Pedro IV de Aragón en el Gran Cisma de Occidente. AIA, XXIX. 1928. 21-97 (52-3); 161-86. (auf Spanisch)
- Sobre la graduación en teología de Fr. Nicolás Costa, O.F.M. AIA, XXXII. 1929. 386-91 (388-90). (auf Spanisch)
- Francesc Ferrer, poeta valencià del sigle XV. 1930. (auf Katalanisch)
- Franciscanismo de la reina de Aragón Doña María de Luna (1396-1406). AIA, XXXIV. 568-94; AIA, XXXVI. 1933. 255-81; 416-32. (auf Spanisch)

### Rezensionen
- Rezension von Zarco Cuevas, Julián. O.S.A. Catálogo de manuscritos castellanos de la Real Biblioteca de El Escorial. AIA, XXIV. 1925. 121-2. (auf Spanisch)
- Rezension von Foligno, Angela di. Le livre de l’experience des vrais fidèles. (Paris. Droz. 1927. XLVIII+536. Translated by M.-J. Ferre und L. Baudry). AIA, XXIX. 1928. 395-402 (401). (auf Spanisch)
- Rezension von Eiximenis, Francesc. Doctrina Compendiosa. (Barcelona. Editorial Barcino. 1929. 157. Text und Fußnoten von Martí de Barcelona, O.F.M. Cap. “Els Nostres Clàssics”. Sammlung A, 24). AIA, XXXII. 1929. 278-81. (auf Spanisch)
- Rezension von Martí de Barcelona. O.F.M. Cap. Fra Francesc Eiximenis, O.M. (1340?-1409?). La seva vida, els seus escrits, la seva personalitat literària. (EF, XL. 1928. 437-500). AIA, XXXII. 1929. 276-8. (auf Spanisch)
- Rezension von Joan de Gal·les, O.F.M. Breviloqui. (Barcelona. Editorial Barcino. 1930. 175. Text und Fußnoten von Norbert d’Ordal, O.F.M. Cap. “Els Nostres Clàssics”. Sammlung A, 28). AIA, XXXIV. 1931. 143-6. (auf Spanisch)